# Illa de cases núm. 10 de la Vil·la Olímpica
L'Illa de cases núm. 10 de la Vil·la Olímpica és una obra de Banyoles (Pla de l'Estany) inclosa a l'Inventari del Patrimoni Arquitectònic de Catalunya.

## Descripció
Es tracta d'un conjunt de deu habitatges construïts amb motiu dels Jocs Olímpics de 1992, amb sub-seu a Banyoles.
El conjunt s'organitza en forma d'U amb un pati interior enjardinat ja estipulat abans del projecte. La voluntat dels arquitectes era trencar les dues cantonades i així afavorir la línia visual cap a l'estany i el parc proper.
Es combinen dos tipus d'habitatges, dúplex i d'una planta, per trencar la rigidesa volumètrica. Aquesta idea també s'accentua en el tractament de les façanes, les cobertes i els volums exteriors.
L'illa de cases es divideix en tres blocs, que només s'uneixen per una cornisa al segon pis. Els dúplex es troben al bloc central. Als seus extrems es troben els passos cap al pati interior de l'illa.
El criteri principal era evitar una configuració excessivament urbana per a aplicar uns criteris més harmoniosos amb l'entorn natural.